# VH1 Brazylia
VH1 Brazylia – brazylijska stacja telewizyjna, która wystartowała 21 listopada 2005 roku. Stacje można oglądać na telewizji kablowej lub platformie satelitarnej. Siostrzaną stacją telewizyjną jest VH1 Ameryka Łacińska. W dniu 7 października 2020 r. przestał nadawać, zastąpiony przez VH1 Europe.
VH1 jest skierowana do 25-44 latków i odgrywa lokalne międzynarodowe teledysków z lat od 70. do 2000. Codziennie jest program muzyczny Top 20 i Top 40.